# Jan III głubczycki
Jan III Głubczycki zw. Pobożnym, Przemyślida (ur. ok. 1425, zm. pomiędzy 1482 a 1485) – książę głubczycki, w latach 1454–1464 dodatkowo na Fulneku.
Jan III był młodszym synem księcia opawsko-głubczyckiego Wacława II i bliżej nieznanej Elżbiety z Kravař. W źródłach po raz pierwszy Jan pojawia się w 1438, kiedy we Wrocławiu został pasowany na rycerza. 
Po śmierci ojca, która nastąpiła pomiędzy 1445 a 1449, został księciem w Głubczycach, podczas gdy jego brat Hanusz został władcą w niewielkim Fulneku. W 1454 wobec bezpotomnej śmierci brata na powrót zjednoczył ojcowiznę, jednak bez zasadniczej części z Opawą (choć Jan miał po ojcu formalnie prawo do 1/3 Opawszczyzny), w której rządzili jego stryjowie Wilhelm, Ernest i Przemek II, oraz bez Edelštejnu i Cukmantlu. 
Jan III był żonaty z nieznaną bliżej Katarzyną, zmarłą około 1463, z którą nie doczekał się potomstwa. Po śmierci swojej pierwszej żony nie ożenił się powtórnie, dzięki czemu zyskał w źródłach przydomek Pobożny. Nie mając dzieci i następców, książę zdecydował się w 1464 sprzedać swoje prawa do Opawszczyzny królowi czeskiemu Jerzemu z Podiebradów, zaś Fulnek zastawił niejakiemu Jerzemu Krumsinowi.
W wojnie, jaka wybuchła pomiędzy Władysławem Jagiellończynkiem a Maciejem Korwinem, Jan III początkowo wsparł tego pierwszego, wobec jednak zajęcia Śląska przez króla węgierskiego w 1479 książę uznał się za lennika Macieja.
Jan III Pobożny zmarł pomiędzy 1482 a 1485. Głubczyce po jego śmierci, jako opróźnione lenno, zostały przejęte przez Macieja Korwina, który następnie przekazał je swojemu naturalnemu synowi Janowi.